# لوتا لیور
لوتا لیور (به پرتغالی: Luta Livre) که در برزیل با نام لوتا لیور برازیلرا (Luta Livre Brasileira؛ به معنای مبارزه سبک‌آزاد برزیلی) یک هنر رزمی و ورزش رزمی برزیلی است.